# Helena Nyblom (läkare)
Maria Helena Nyblom Munthe, född 16 maj 1968, är en svensk läkare och författare.
Nyblom har studerat medicin vid Sahlgrenska Akademin på Göteborgs universitet och är medicine doktor i invärtesmedicin och specialistläkare i psykiatri. Hon disputerade 2004 med en avhandling om leversjukdom
Helena Nyblom har gett ut böckerna Supermat: vägen till ett friskare liv (2007), Livskraft: din hälsa, kost & hormonbalans (2008), Vägen till friskare hud! (2010) samt Läkaren guide till den naturliga supermaten (2017).